# Manuel Traninger
Manuel Traninger (29 settembre 1998) è uno sciatore alpino austriaco, vincitore della Coppa Europa nel 2024.

## Biografia
Specialista delle prove veloci originario di Niederöblarn e attivo dal dicembre del 2014, in Coppa Europa Traninger ha esordito il 14 gennaio 2016 a Radstadt/Reiteralm in supergigante (53º), ha conquistato il primo podio il 29 gennaio 2019 a Chamonix in discesa libera (2º), la prima vittoria il 1º febbraio 2023 a Orcières in supergigante e nella stagione 2023-2024 ha vinto la classifica generale. Ha debuttato in Coppa del Mondo 6 dicembre 2024 a Beaver Creek in discesa libera (44º); non ha preso parte a rassegne olimpiche o iridate.

## Palmarès

### Mondiali juniores
- 1 medaglia:
  - 1 bronzo (discesa libera a Val di Fassa 2019)

### Coppa del Mondo
- Miglior piazzamento in classifica generale: 137º nel 2025

### Coppa Europa
- Vincitore della Coppa Europa nel 2024
- 7 podi:
  - 3 vittorie
  - 3 secondi posti
  - 1 terzo posto

#### Coppa Europa - vittorie
| Data             | Località      | Paese    | Specialità |
| ---------------- | ------------- | -------- | ---------- |
| 1º febbraio 2023 | Orcières      | Francia  | SG         |
| 5 marzo 2024     | Verbier       | Svizzera | DH         |
| 10 febbraio 2025 | Crans-Montana | Svizzera | SG         |

Legenda:

DH = discesa libera

SG = supergigante

### South American Cup
- Miglior piazzamento in classifica generale: 20º nel 2023
- 1 podio:
  - 1 terzo posto

### Campionati austriaci
- 3 medaglie:
  - 1 oro (discesa libera nel 2019)
  - 2 bronzi (discesa libera, supergigante nel 2025)